# Novolopa falcata
Novolopa falcata är en insektsart som beskrevs av Knight 1973. Novolopa falcata ingår i släktet Novolopa och familjen dvärgstritar. Inga underarter finns listade i Catalogue of Life.